# Xã West Hanson, Quận Brown, Nam Dakota
Xã West Hanson (tiếng Anh: West Hanson Township) là một xã thuộc quận Brown, tiểu bang Nam Dakota, Hoa Kỳ. Năm 2010, dân số của xã này là 61 người.